# Рибейра-ду-Помбал
Рибейра-ду-Помбал (порт. Ribeira do Pombal)  —  муниципалитет в Бразилии, входит в штат Баия. Составная часть мезорегиона Северо-восток штата Баия. Входит в экономико-статистический  микрорегион Рибейра-ду-Помбал. Население составляет 47 400 человек на 2007 год. Занимает площадь 807,137 км². Плотность населения — 60,7 чел./км².
Праздник города — 19 сентября.

## Статистика
- Валовой внутренний продукт на 2003 год составляет 119 098 216,00 реалов (данные: Бразильский институт географии и статистики).
- Валовой внутренний продукт на душу населения на 2003 год составляет 2470,00 реалов] (данные: Бразильский институт географии и статистики).
- Индекс развития человеческого потенциала на 2000 год составляет 0,603 (данные: Программа развития ООН).